# Port lotniczy Ivalo
Port lotniczy Ivalo (fi.: Ivalon lentoasema, ang.: Ivalo Airport, kod IATA: IVL, kod ICAO: EFIV) – lotnisko położone w gminie Inari, 11 km na południowy wschód od Ivalo. Jest najdalej na północ wysuniętym portem lotniczym Finlandii. W 2021 obsłużył 110 520 pasażerów.

## Linie lotnicze i połączenia
| Linia lotnicza  | Kierunek                                        |
| --------------- | ----------------------------------------------- |
| British Airways | Sezonowo: 1. Londyn-Gatwick (od 3 grudnia 2024) |
| Eurowings       | Sezonowo: 1. Düsseldorf (od 23 grudnia 2023)    |
| Finnair         | 1. Helsinki Sezonowo: 1. Kittilä                |
| Lufthansa       | Sezonowo: 1. Frankfurt                          |
| Transavia.com   | Sezonowo: 1. Paryż-Orly                         |
| TUI Airways     | Sezonowo: 1. Londyn-Gatwick 2. Manchester       |